# 杨友梅
杨友梅（1912年—1979年），表字侠骨，中国河南省新乡市人，国民革命军少将。
杨初入中央航空学校学习，后转入防空学校学习高射炮专业。杨曾赴美国弗吉尼亚军事学院和美国陆军炮兵专门学校留学。抗日战争时期曾任缅甸远征军炮兵第21团团长。1948年3月，任国民革命军第1兵团副参谋长兼骑兵第2旅旅长，由于参谋长一职空缺，杨遂代理参谋长职位。10月21日，杨在长春围困战中随部投降，编入中国人民解放军。